# Монастырь Пристань Трапписта
Монастырь Пристань Трапписта (кит. трад. 熙篤會神樂院) — католический монастырь, находящийся в Тайсёйхан (大水坑), на острове Лантау, на территории Гонконга. 
Монастырь принадлежит римско-католическому "Ордену цистерцианцев строгого соблюдения", иначе называемому "Траппи́сты". 
С 15 января 2000 года был официально переименован в "Аббатство Утешения Богоматери" (кит. трад. 聖母神樂院).
Монастырь известен по производству монахами-траппистами молока (компания под названием «十字牌牛奶», или «神父牌牛奶» на кантонском диалекте). Молокозавод, однако, в настоящее время находится в Кастл-Пик, в Юньлоне. Сейчас можно встретить довольно свободно пасущихся неподалеку от монастыря диких быков и коров, которые являются потомками поголовья выпущенного после закрытия завода.

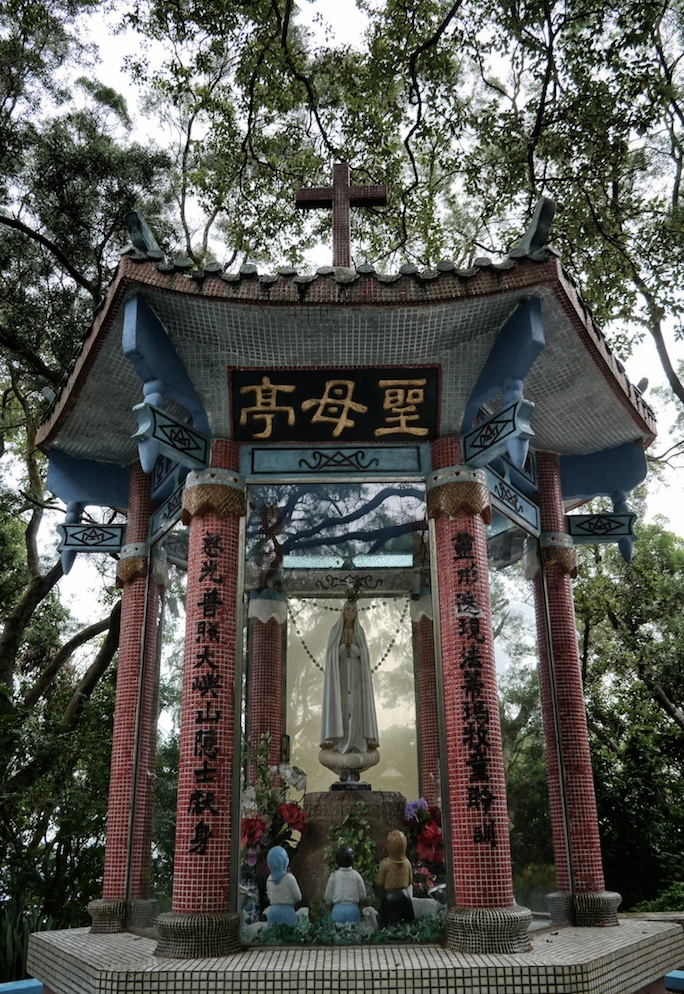
Аббатство Утешения Богоматери

## Доступность
Монастырь расположен на живописной пешей туристической тропе, ведущей из района Дискавери-Бэй через деревню Няньшувань в посёлок Мэйво. Он служит точкой отдыха на половине пути в Мэйво.
В монастырь, так же, можно попасть на одном из небольших паромов с острова Пинчжоу.